# Elezioni legislative in Francia del maggio 1815
Le elezioni legislative in Francia del maggio 1815 per eleggere i 630 deputati della Camera dei Deputati si sono tenute dall'8 al 22 maggio. Furono le prime ed uniche elezioni tenutesi durante il breve ritorno di Napoleone I (Cento giorni).
Dopo essere rientrato in Francia dall'esilio sull'isola d'Elba il 20 marzo 1815, l'Imperatore Napoleone I riuscì a ritornare sul trono grazie alle numerose defezioni tra i ranghi militari, storicamente leali alla causa bonapartista, e all'impopolarità del borbonico Luigi XVIII, che malgrado avesse concesso una "carta ottriata" era visto come l'erede dell'assolutismo monarchico antecedente alla Rivoluzione francese. A causa di ciò, Napoleone incaricò il filosofo e costituzionalista Benjamin Constant di redigere una nuova Costituzione, introdotta il 22 aprile come carta imperiale. Questa carta in realtà non si discostava troppo da quella luigina, mantenendo il suffragio censitario e la divisione del Parlamento in due camere: quella dei Deputati (elettiva) e quella dei Pari (ereditaria). Napoleone così facendo voleva ottenere il consenso non solo dell'esercito e delle masse, ma anche della vecchia nobiltà e dei ceti industriali e manifatturieri del Paese.
I risultati delle elezioni, nonostante le alte aspettative, furono disastrosi per la causa bonapartista: su 630 deputati, 510 sono dichiaratamente liberali (quindi ostili ad ogni eventuale svolta autocratica dell'Imperatore), mentre i restanti 120 sono ripartiti tra i bonapartisti ed i giacobini repubblicani. Il gruppo liberale è tuttavia fortemente eterogeneo, spaziando da repubblicani come Dupont de l'Eure a liberal-conservatori come Jacques Laffitte, associato di Joseph Fouché che, pur essendo stato decisivo nel ritorno di Napoleone, cercò di mantenere contatti con quanti più gruppi possibili nel caso di una seconda sconfitta (puntualmente avvenuta) dell'Imperatore.

## Risultati
| Popolazione | Iscritti | % degli iscritti | Votanti | % dei votanti |
| ----------- | -------- | ---------------- | ------- | ------------- |
| 29.400.000  | 66.500   | 0,23             | 32.538  | 53,4          |

| Partito | Partito      | Voti   | %    | Seggi |
| ------- | ------------ | ------ | ---- | ----- |
|         | Liberali     | 26.356 | 80,9 | 510   |
|         | Bonapartisti | 4.230  | 12,7 | 80    |
|         | Giacobini    | 1.952  | 6,4  | 40    |
| Totale  | Totale       | 32.538 | 100  | 630   |